# Matelândia
Matelândia est une municipalité brésilienne située dans l'État du Paraná.